# Chirosia megacephala
Chirosia megacephala este o specie de muște din genul Chirosia, familia Anthomyiidae. A fost descrisă pentru prima dată de Malloch în anul 1920. Conform Catalogue of Life specia Chirosia megacephala nu are subspecii cunoscute.